# Tabomeeres dolera
Tabomeeres dolera är en fjärilsart som beskrevs av Turner 1939. Tabomeeres dolera ingår i släktet Tabomeeres och familjen nattflyn. Inga underarter finns listade i Catalogue of Life.